# Flootti
Flootti är en ö i Finland. Den ligger i Skärgårdshavet och i kommunen Gustavs i landskapet Egentliga Finland, i den sydvästra delen av landet. Ön ligger omkring 54 kilometer väster om Åbo och omkring 200 kilometer väster om Helsingfors.
Öns area är 19,9 hektar och dess största längd är 1 kilometer i nord-sydlig riktning. I omgivningarna runt Flootti växer i huvudsak barrskog.